# Albany (cratère)
Pour les articles homonymes, voir Albany.
Le cratère Albany est un cratère d'impact de 2,15 km de diamètre situé sur Mars dans le quadrangle de Lunae Palus. Il a été nommé en référence à la ville d'Albany, capitale de l'État de New York, aux États-Unis.